# 城巴96線
城巴96線是香港島一條已停辦的巴士路線，來往利東邨及銅鑼灣（摩頓臺）。

## 歷史
- 1987年2月18日：96投入服務，當時由中華巴士營辦。
- 1993年9月1日：改由城巴接辦。
- 1998年8月17日：改為循環線。
- 2001年5月21日：遷回摩頓台，並取消循環線運作。
- 2010年7月26日：為改善下午繁忙時間香港仔隧道收費廣場巴士站的擠塞情況，逢星期一至五（公眾假期除外）由17:00至19:00由利東開出的班次不停香港仔隧道收費廣場巴士站。
- 2015年3月15日：往利東邨方向過香港真光書院後，繞經利東邨東興樓及利東街市兩站方折返總站。同日起，修訂班次。
- 2018年3月26日：增設實時抵站時間查詢服務。
- 受2019新型冠狀病毒病影響，本路線於2022年3月4日至4月20日停駛；4月21日起，本路線恢復服務，並臨時調整來回尾班車開出時間至22:00，直至另行通知。
- 2023年1月8日：取消服務，由99繞經銅鑼灣和加設分段收費代替。[1]

## 服務時間及班次
| 利東邨開             | 利東邨開            | 利東邨開            | 銅鑼灣（摩頓臺）開 | 銅鑼灣（摩頓臺）開 | 銅鑼灣（摩頓臺）開 |
| 日期                 | 服務時間            | 班次（分鐘）        | 日期               | 服務時間           | 班次（分鐘）       |
| -------------------- | ------------------- | ------------------- | ------------------ | ------------------ | ------------------ |
| 星期一至五           | 05:50-06:30         | 20                  | 星期一至五         | 06:15-07:15        | 20                 |
| 星期一至五           | 06:45               | 06:45               | 星期一至五         | 07:30              | 07:30              |
| 星期一至五           | 07:00-13:00         | 20                  | 星期一至五         | 07:50-09:30        | 25                 |
| 星期一至五           | 13:00-16:30         | 15                  | 星期一至五         | 09:30-13:30        | 20                 |
| 星期一至五           | 16:30-18:50         | 20                  | 星期一至五         | 13:30-17:00        | 15                 |
| 星期一至五           | 19:05、19:20、19:40 | 19:05、19:20、19:40 | 星期一至五         | 17:00-18:00        | 20                 |
| 星期一至五           | 20:00-00:00         | 15                  | 星期一至五         | 18:15              | 18:15              |
|                      |                     |                     | 星期一至五         | 18:35-19:15        | 20                 |
| 19:15-00:30          | 15                  |                     | 星期一至五         |                    |                    |
| 星期六、日及公眾假期 | 05:50-23:30         | 20                  | 星期六             | 06:15-00:15        | 20                 |
| 星期六、日及公眾假期 | 23:30-00:00         | 15                  | 星期六             | 00:30              | 00:30              |
|                      |                     |                     | 星期日及公眾假期   | 06:15-00:15        | 20                 |
| 00:25                |                     |                     | 星期日及公眾假期   |                    |                    |

## 收費
全程：$5.8
- 過香港仔隧道後往銅鑼灣（摩頓臺）：$4.2
- 過香港仔隧道後往利東邨：$3.7

| - 本線設有12歲以下小童及65歲或以上長者半價優惠。 - 65歲或以上香港居民使用「樂悠咭」，以及12歲以下合資格殘疾兒童使用「殘疾人士身份」個人八達通繳付車資，均可享有每程$2.0或半價（以較低者為準）的票價優惠；12至64歲合資格殘疾人士使用「殘疾人士身份」個人八達通（包括「樂悠咭」），以及60至64歲香港居民使用「樂悠咭」繳付車資，均可享有每程$2.0或全費（以較低者為準）的票價優惠。 - 65歲或以上長者如使用長者或一般個人八達通繳付車資，則只可享有半價優惠；12至64歲合資格殘疾人士如不使用「殘疾人士身份」個人八達通，以及60至64歲人士如不使用「樂悠咭」繳付車資，必須繳付全費。 - 乘客可以現金或八達通於上車時付款，不設找續。 - 每位成人乘客可免費攜帶最多兩名4歲以下而不佔座位的兒童乘客乘車，超額之4歲以下小童必須繳付小童車費乘車。 - 九龍巴士、城巴及龍運巴士全職員工及家屬（不包括外判職員）可免費乘搭本路線，惟必須拍職員或職員家屬八達通。 - 乘客亦可使用AlipayHK「易乘碼」、支付寶、WeChatHK／微信支付「搭車碼」、銀聯雲閃付「乘車碼」及BOC Pay「乘車碼」、具有感應式支付功能的VISA、Mastercard及銀聯卡，以及Apple Pay、Google Pay及Samsung Pay流動支付平台繳付車資。使用此支付方式的乘客可享有中途下車之分段收費，以及與其他城巴獨營路線或聯營線城巴班次之轉乘優惠，惟不適用於與非城巴路線之轉乘優惠。乘客亦不能享有「公共交通費用補貼計劃」及「長者及合資格殘疾人士公共交通票價優惠計劃」。 |

### 八達通轉乘優惠
乘客登上本線後指定時間內以同一張八達通卡轉乘以下路線，或從以下路線登車後指定時間內以同一張八達通卡轉乘本線，次程可獲車資折扣優惠：
96←→48、78，次程車資全免，轉乘時限為60分鐘
- 96往銅鑼灣 → 48往深灣或78往黃竹坑
- 48往華富或78往華貴邨 → 96往利東邨

96←→76，轉乘時限為60分鐘
- 96往銅鑼灣 → 76往銅鑼灣（經南風道、黃泥涌峽），回贈首程車資
- 76往石排灣 → 96往利東邨，次程車資全免

96←→25A，次程可獲$1折扣優惠，轉乘時限為90分鐘
- 96往銅鑼灣 → 25A往寶馬山
- 25A往灣仔 → 96往利東邨

## 使用車輛
現時行走96線的巴士多為亞歷山大丹尼士Enviro 500（81XX-84XX、91XX）和富豪B9TL（95XX）。

## 行車路線
利東邨開經：利東邨道、鴨脷洲徑、鴨脷洲橋道、鴨脷洲大橋、黃竹坑道、香港仔隧道、黃泥涌道、摩理臣山道、天樂里、軒尼詩道、怡和街及銅鑼灣道。
銅鑼灣（摩頓臺）開經：摩頓臺、高士威道、伊榮街、邊寧頓街、怡和街、軒尼詩道、堅拿道巴士專線、堅拿道東、摩理臣山道、黃泥涌道、香港仔隧道、黃竹坑道、鴨脷洲橋道、鴨脷洲徑及利東邨道。
跑馬地馬場舉行賽事期間，賽事結束前一小時至結束後一小時，由銅鑼灣開出的班次抵達堅拿道巴士專線時，改經堅拿道西、堅拿道天橋、維園道、天橋、告士打道、堅拿道天橋返回香港仔隧道原線。

### 沿線車站
| 利東邨開 | 利東邨開           | 利東邨開                 | 銅鑼灣（摩頓臺）開 | 銅鑼灣（摩頓臺）開 | 銅鑼灣（摩頓臺）開       |
| 序號     | 車站名稱           | 位置                     | 序號               | 車站名稱           | 位置                     |
| -------- | ------------------ | ------------------------ | ------------------ | ------------------ | ------------------------ |
| 1        | 利東邨             | 利東邨巴士總站           | 1                  | 銅鑼灣（摩頓臺）   | 銅鑼灣（摩頓台）巴士總站 |
| 2        | 利東街市           | 利東邨道                 | 2                  | 希慎廣場           | 軒尼詩道                 |
| 3        | 漁安苑             | 利東邨道                 | 3                  | 堅拿道巴士專用線   | 堅拿道西                 |
| 4        | 甄沾記大廈         | 黃竹坑道                 | 4#                 | 跑馬地馬場         | 摩理臣山道               |
| 5        | 黃竹坑遊樂場       | 黃竹坑道                 | 5                  | 香港仔隧道收費廣場 | 黃竹坑道                 |
| 6*       | 香港仔隧道收費廣場 | 黃竹坑道                 | 6                  | 黃竹坑遊樂場       | 黃竹坑道                 |
| 7        | 立德里             | 摩理臣山道               | 7                  | 業興街             | 黃竹坑道                 |
| 8        | 灣仔消防局         | 軒尼詩道                 | 8                  | 勝利工廠大廈       | 黃竹坑道                 |
| 9        | 百德新街           | 怡和街                   | 9                  | 香港真光書院       | 利東邨道                 |
| 10       | 聖保祿醫院         | 銅鑼灣道                 | 10                 | 利東邨東興樓       | 利東邨道                 |
| 11       | 銅鑼灣（摩頓臺）   | 銅鑼灣（摩頓台）巴士總站 | 11                 | 利東街市           | 利東邨道                 |
|          |                    |                          | 12                 | 利東邨             | 利東邨巴士總站           |

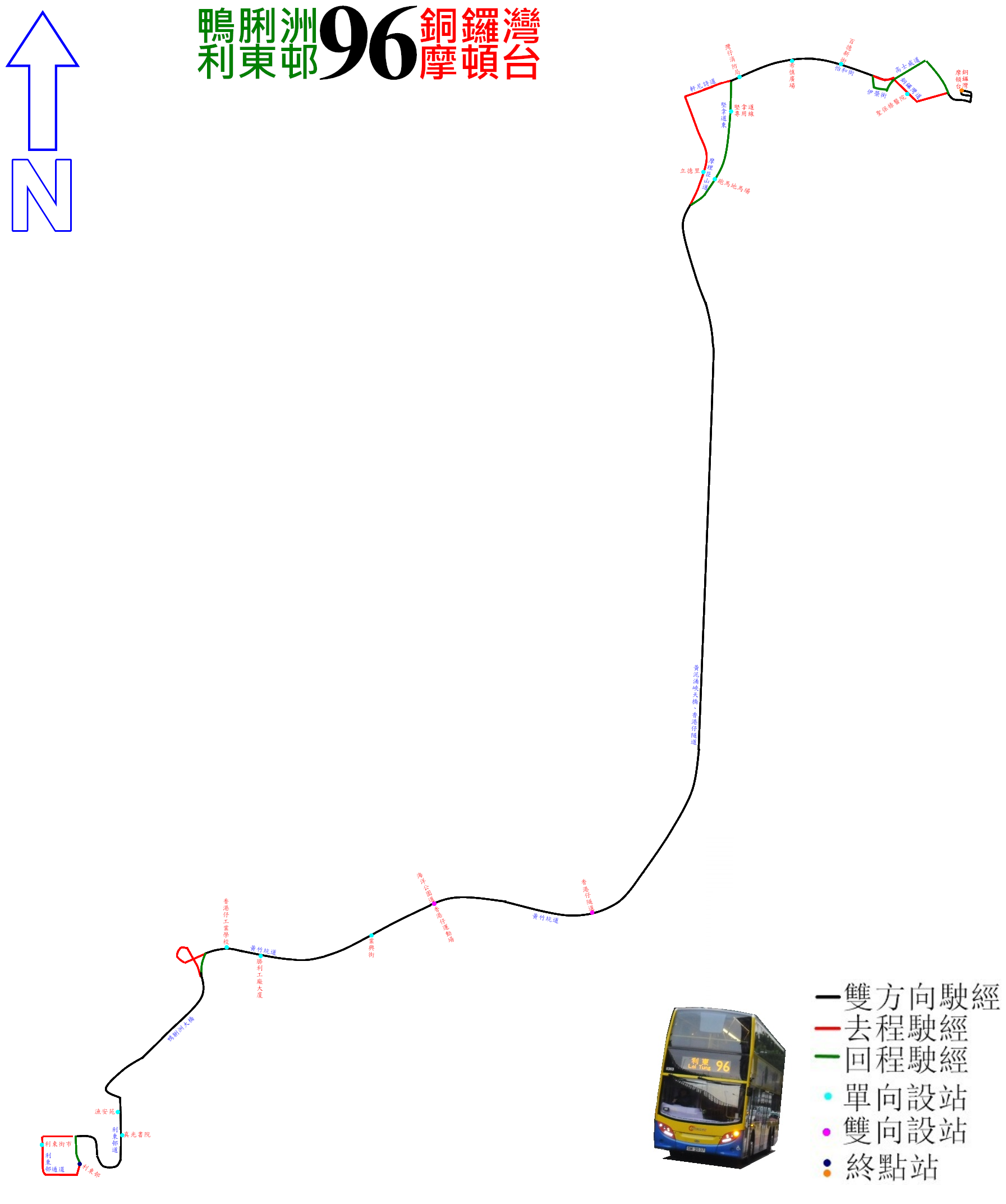
96線的走線圖

1. 逢星期一至五（公眾假期除外）17:00-19:00期間由利東邨開出的班次，不停有 * 號之車站。
2. 當跑馬地馬場舉行賽馬期間不停有#號之車站

## 客量
本線和97線開辦至今都是利東邨的主要區外路線，而開辦至1990年代中期本線客量一直維持在高水平。1993年9月1日，本線與另外25條中巴路線改由城巴營辦，稱為Network 26 新里程。
在城巴未接管本線前，中巴開辦了全空調服務的592線（海怡半島←→銅鑼灣，經利東邨），但當時只為海怡半島入伙初期，班次疏落，對本線客量幾乎沒有影響。城巴接管本線後，海怡半島人口開始上升，592線班次變得更為頻密，加上本線當時還有非空調巴士，令本線客量流失量加劇。
因中巴不服城巴接管客量高企的南區線，所以中巴開始向城巴作出狙擊（同時592線班次逐步加密），其中鴨脷洲一對往返銅鑼灣的路線（92、96）被中巴視作目標。1994年11月28日，中巴開辦了非空調巴士與空調巴士混合服務的99線（海怡半島←→北角碼頭，經利東邨、禮頓道），以狙擊本線；同時592線改為近深夜才繞經利東邨，以狙擊92線。中巴這次「大包圍」狙擊為最成功的一次。不過，99線及592線亦於1995年9月1日與另外12條路線削予城巴，其狙擊行動最終也失敗。592線於當天全日不經利東邨，99線於當天全日延至西灣河碼頭。另一方面，92及本線客量也大大減少。
在中巴及城巴爭得你死我活的同時，香港仔專線小巴公司（現進智公交）開辦了小巴39M線，但當時班次較本線疏，加上收費較本線昂貴，所以本線受到的影響有限。但到2000年代初期，小巴服務水平持續改善，並推出多項轉乘優惠及加密班次，及改經禮頓道；而本線途經容易擠塞的軒尼詩道，班次穩定度欠佳，所以本線客量也隨之而下降。城巴於2004年中起，一度於非繁忙時間改派來自98線、赤柱線或其他客量偏低路線的巴士，以節省營運成本。
自2012年起，鑑於小巴多次加價及實行「大包圍班次」，令班次穩定度欠佳及服務水平欠佳，並出現「脱班」現象，引起市民不滿。雖然本線途經容易擠塞的軒尼詩道，但班次較穩定及收費便宜，令部份原本乘搭小巴的市民也轉投本線 (該線已取消非繁忙時間服務)，客量再度上升。城巴於2012年10月起，取消於非繁忙時間改派來自98線、赤柱線或其他客量偏低路線的巴士的安排，以應付額外需求。
然而自從南港島綫通車後，往返利東的乘客可改用鐵路，除繁忙時間及假日個別時段外，大部分時間客量偏低。
據2022年巴士發展計劃，本線最繁忙一小時的載客率只有47%，非繁忙時間的平均載客率只有約14%（銅鑼灣方向）及17%（利東邨方向），最低一小時的載客率更不足2%，最終於2023年1月8日起正式取消。

## 外部連結
- 城巴96線 （页面存档备份，存于）